# 샌프란시스코 동물원

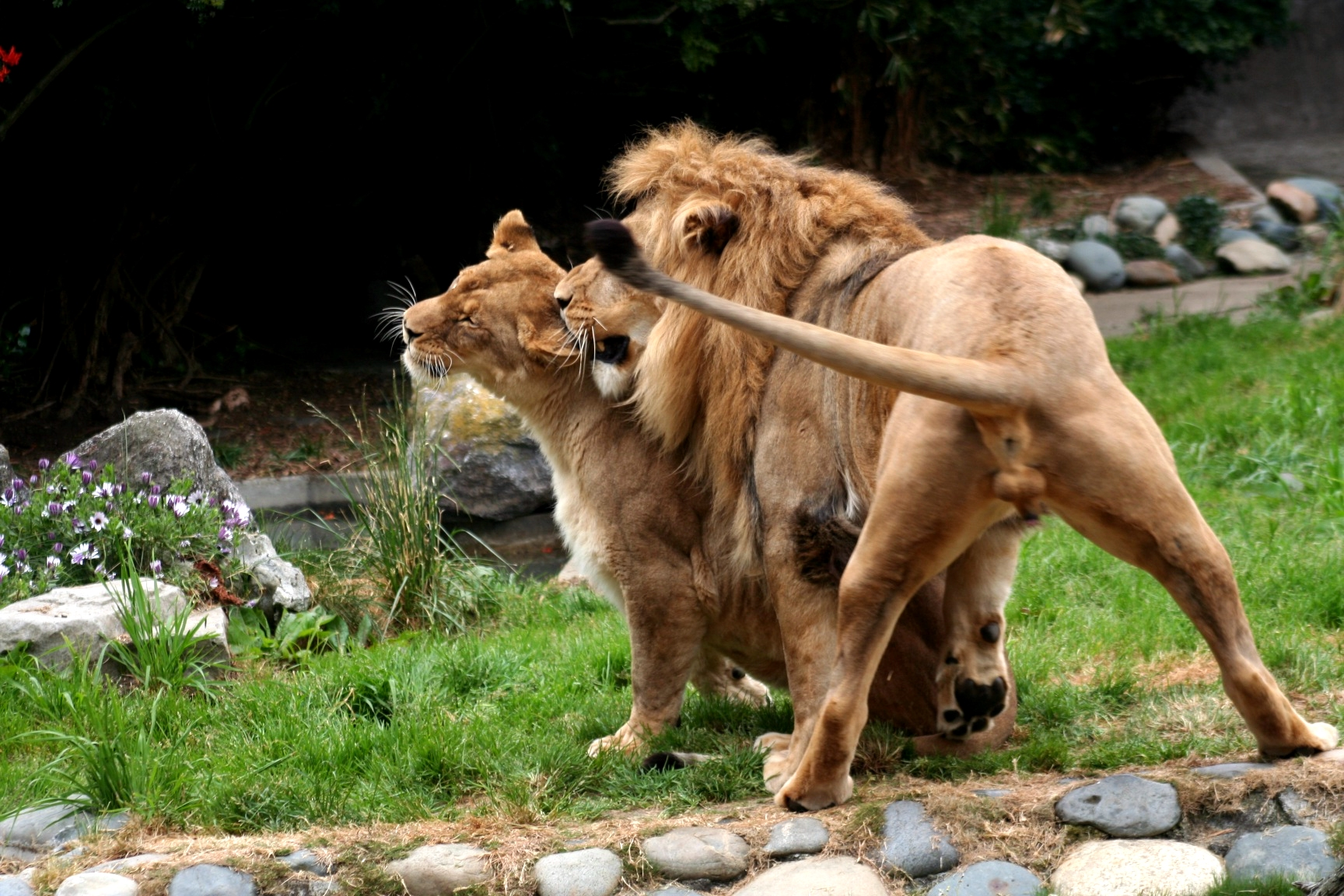

샌프란시스코 동물원(영어: San Francisco Zoo)은 미국 캘리포니아주 샌프란시스코에 있는 동물원이다. 개원은 1929년에 하였다. 현재는 197종류, 693마리가 서식하고 있다.